# 馬尾一
半人馬座G（G Centauri），HD 108257，又名CD-50 6975，SAO 239948、HR 4732，是一颗半人馬座的恒星，视星等为4.82，位于銀經298.98，銀緯11.23，其B1900.0坐标为赤經12h 21m 7.5s，赤緯-50° 11.23′ 47″。